# 伊斯法罕聚礼清真寺
伊斯法罕聚礼清真寺 (波斯語：‎ – Masjid-e-Jāmeh Isfahān) 是伊朗伊斯法罕的大型清真寺，兴建和修复从771年直到20世纪末。2012年列为世界遗产。其西南侧毗邻伊斯法罕大巴扎。
这是伊朗最古老的清真寺之一，包括四座不同时代的宗教建筑-iwan.拥有华丽的马赛克装饰。

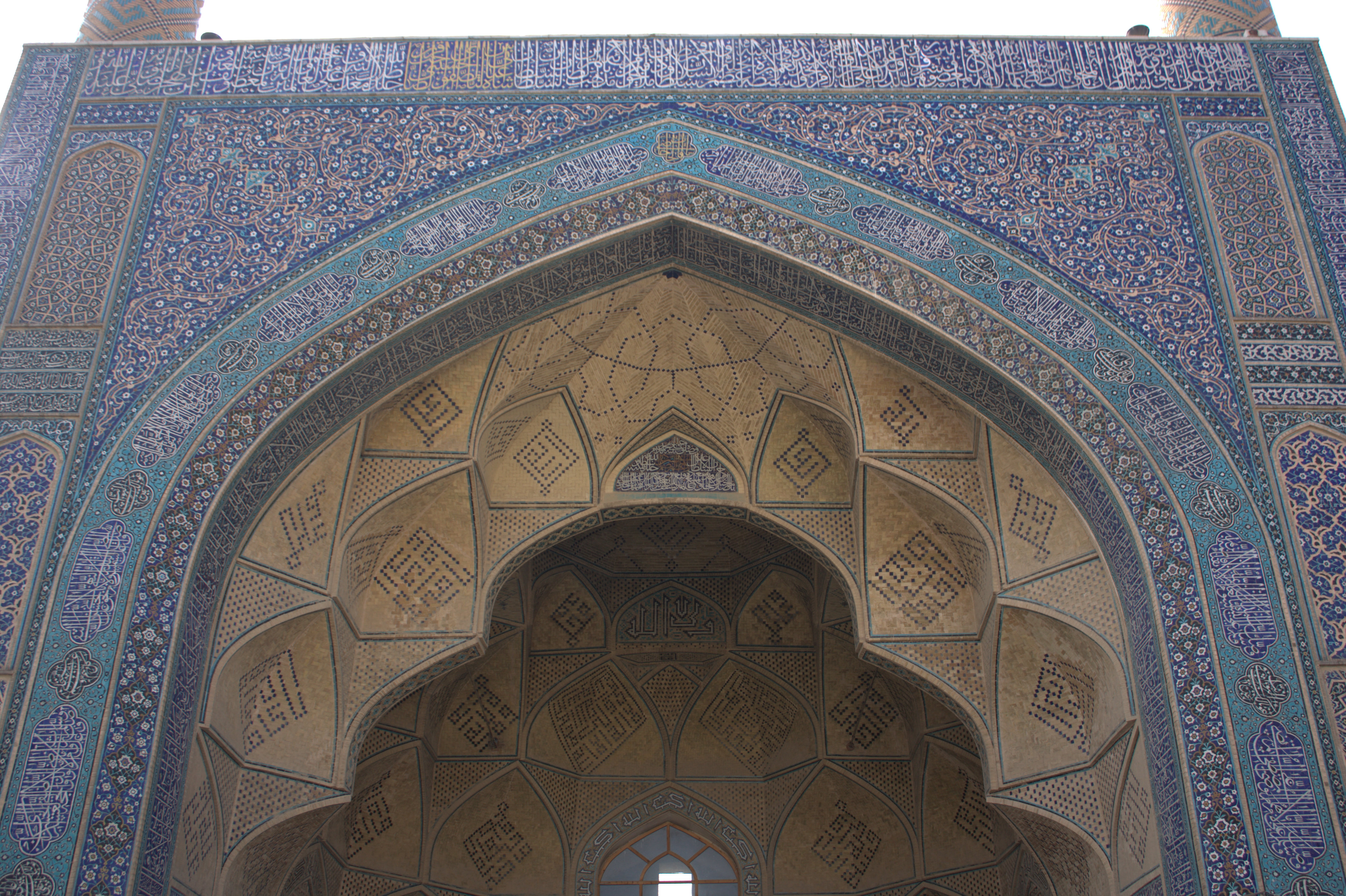
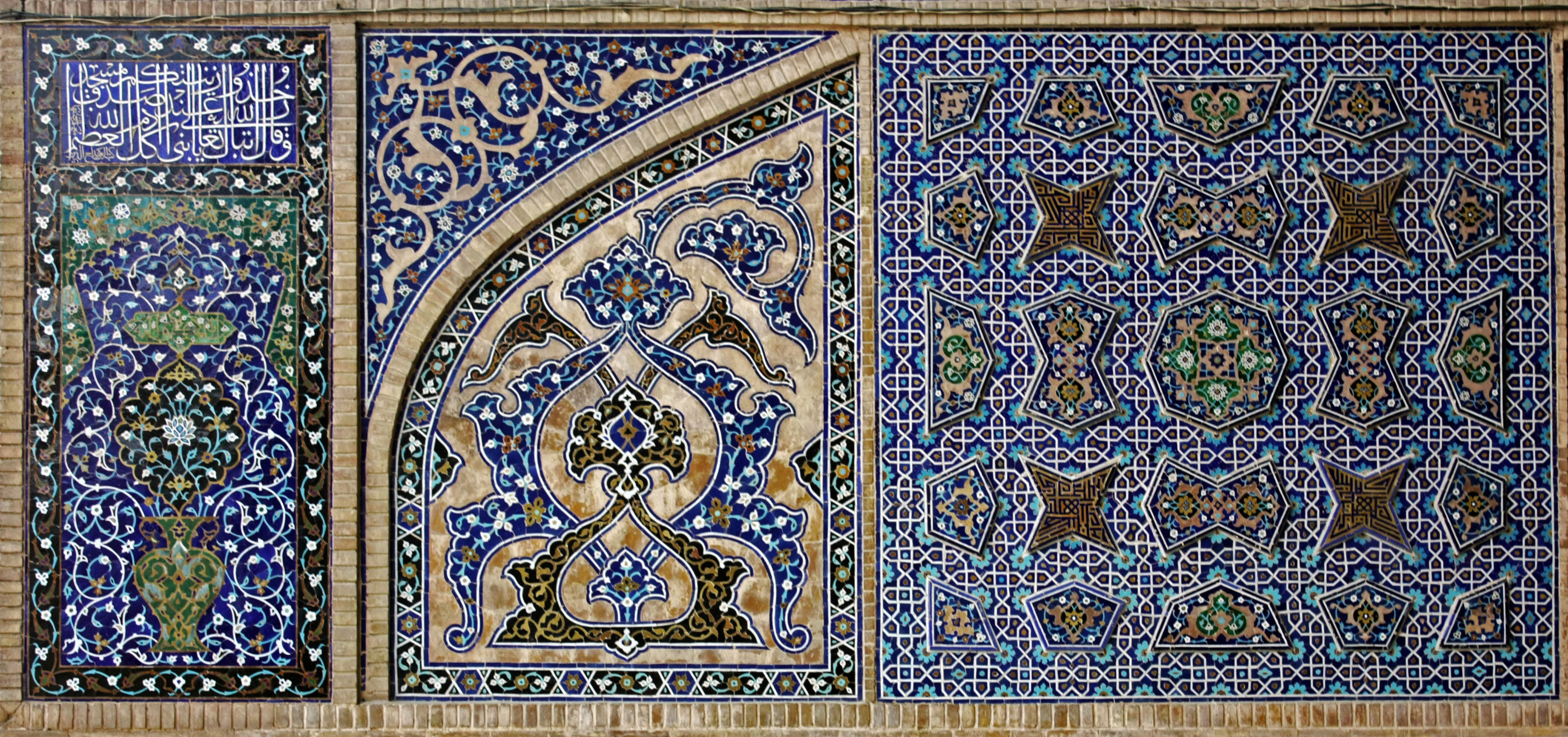
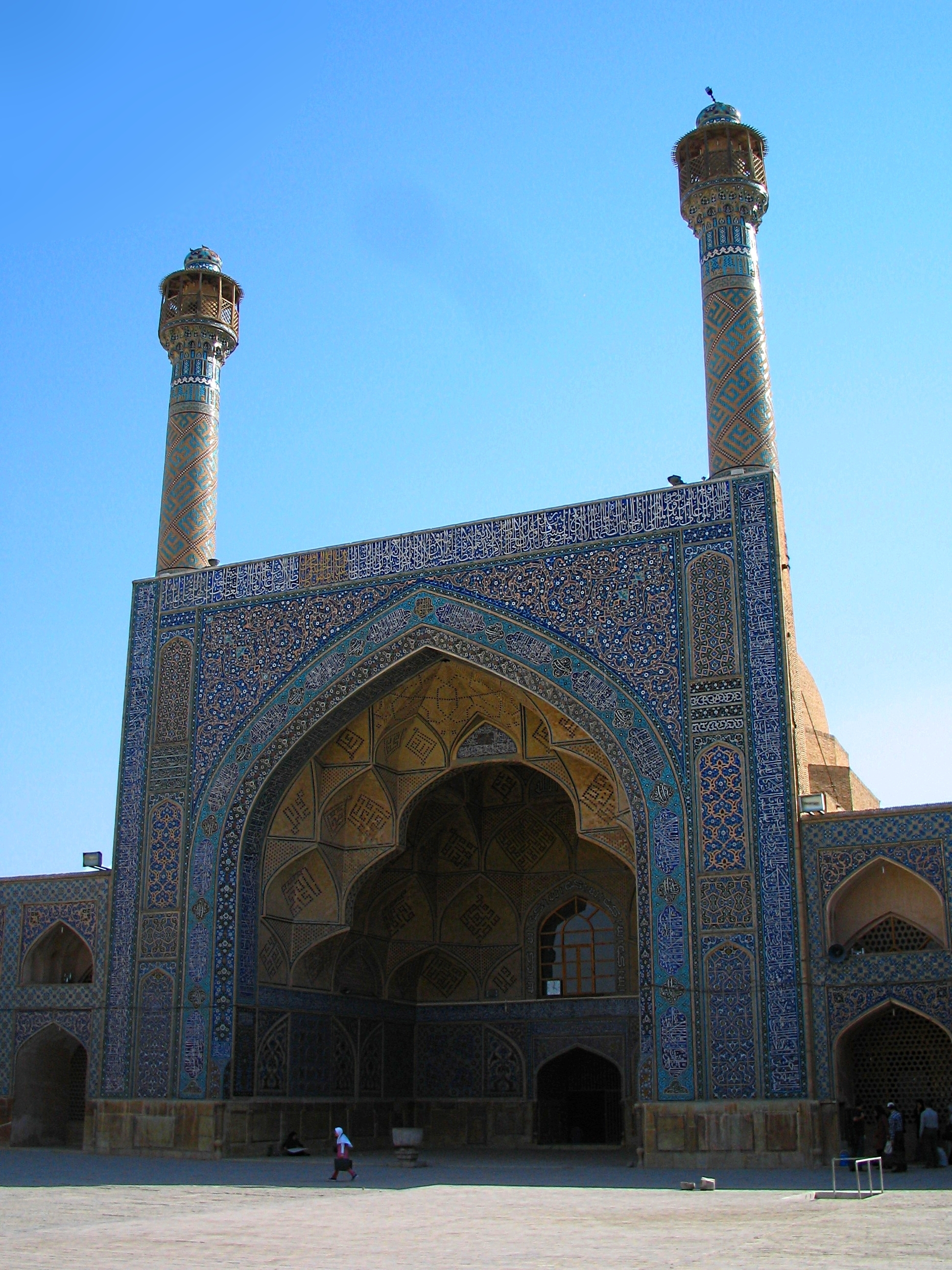
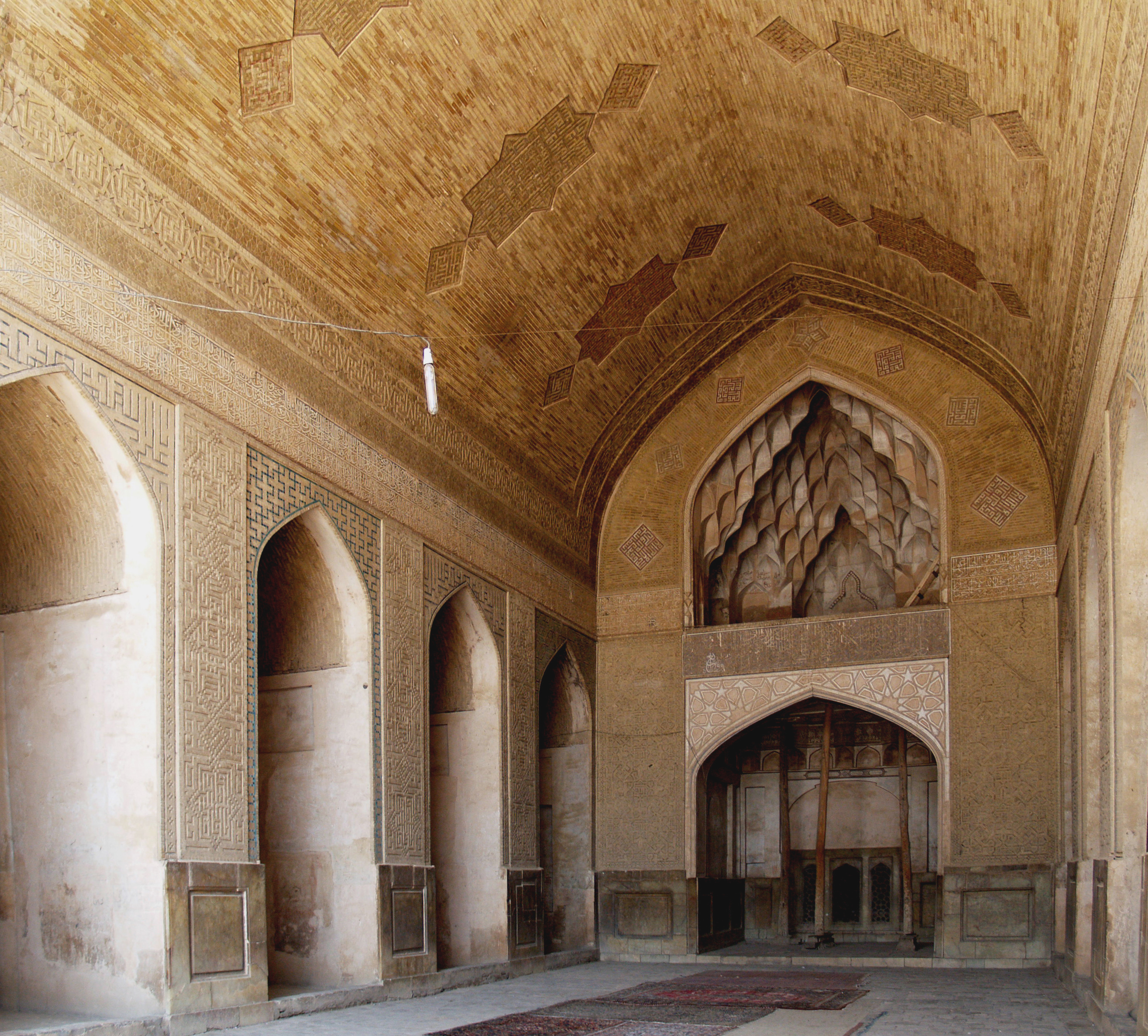
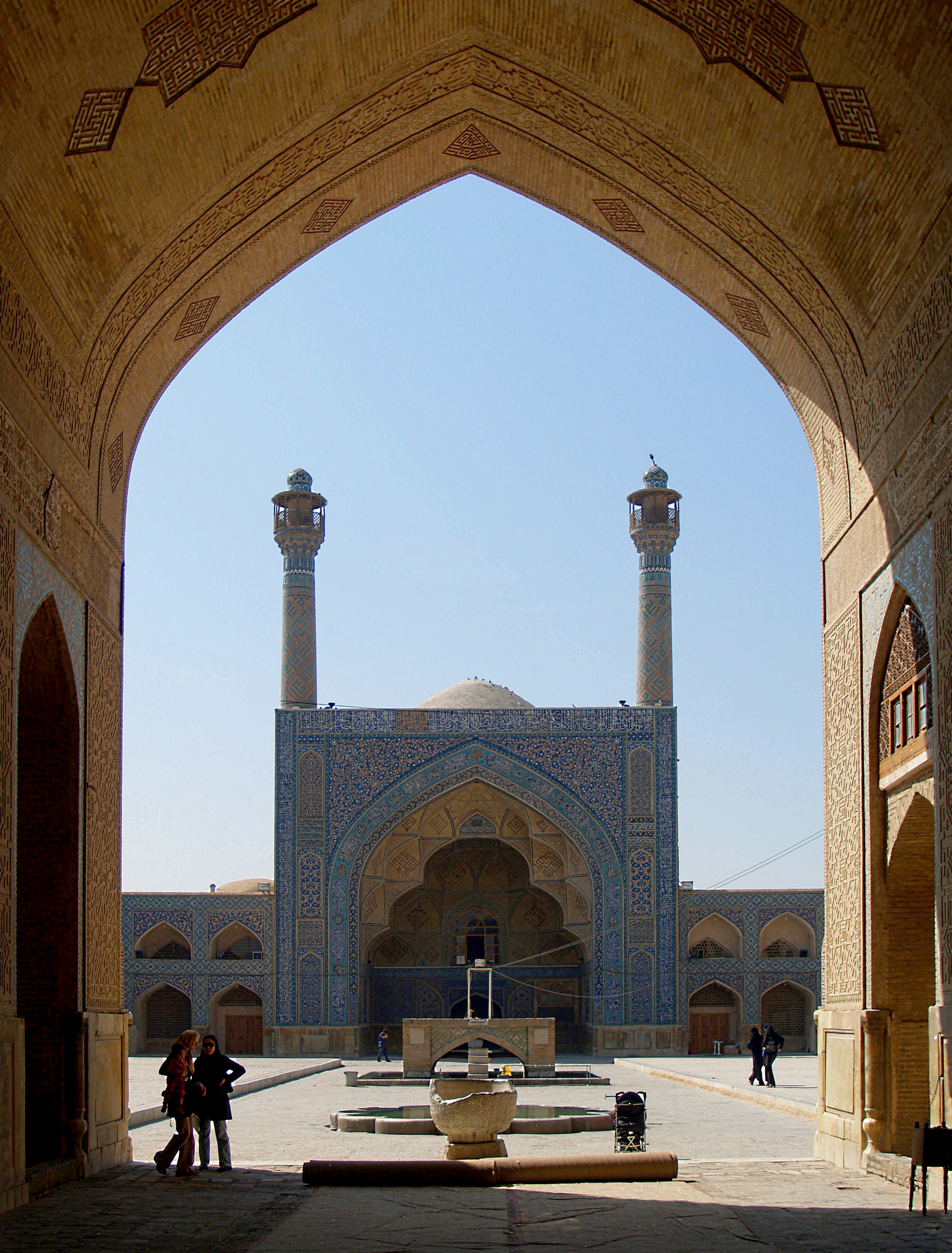
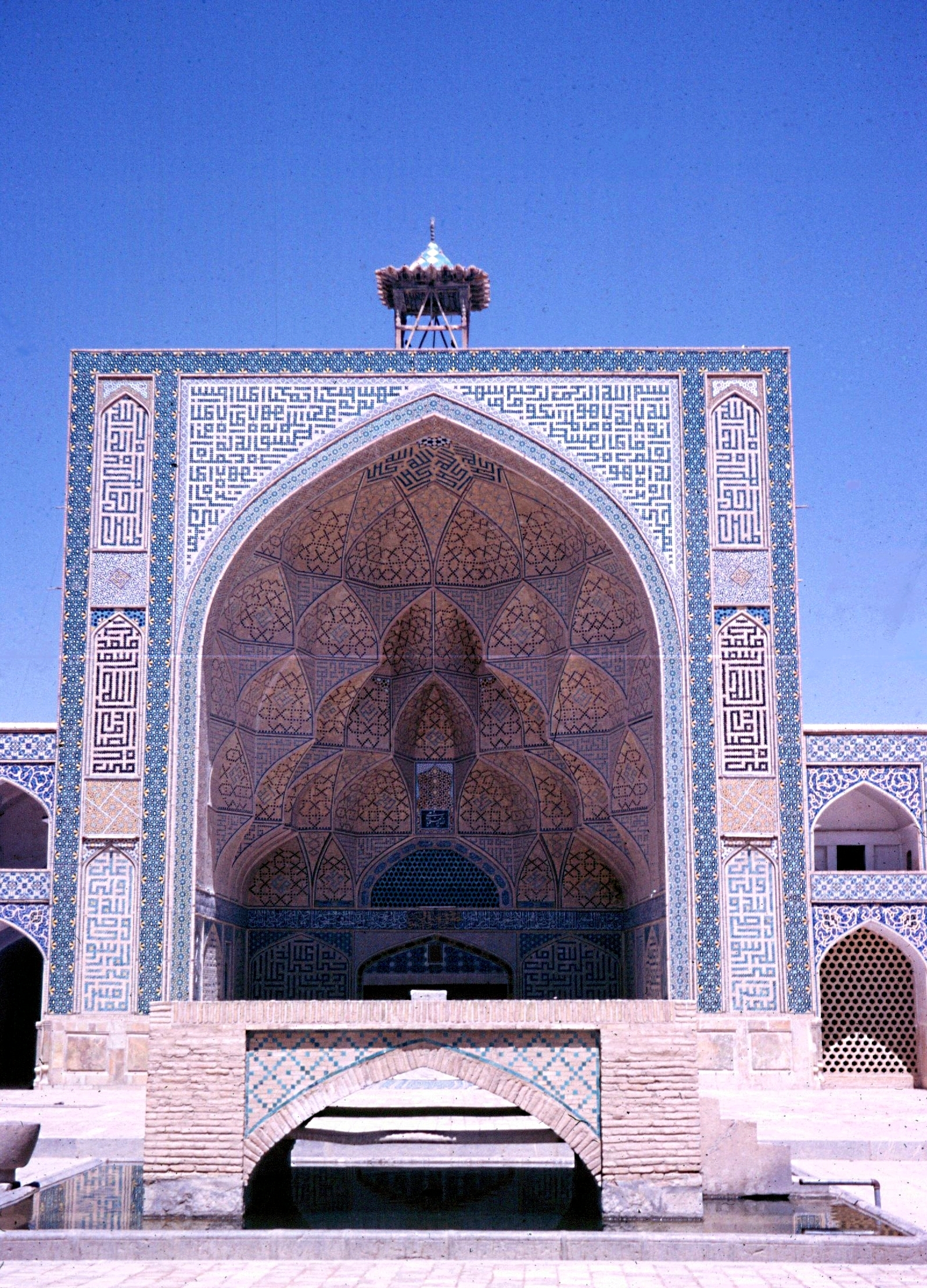
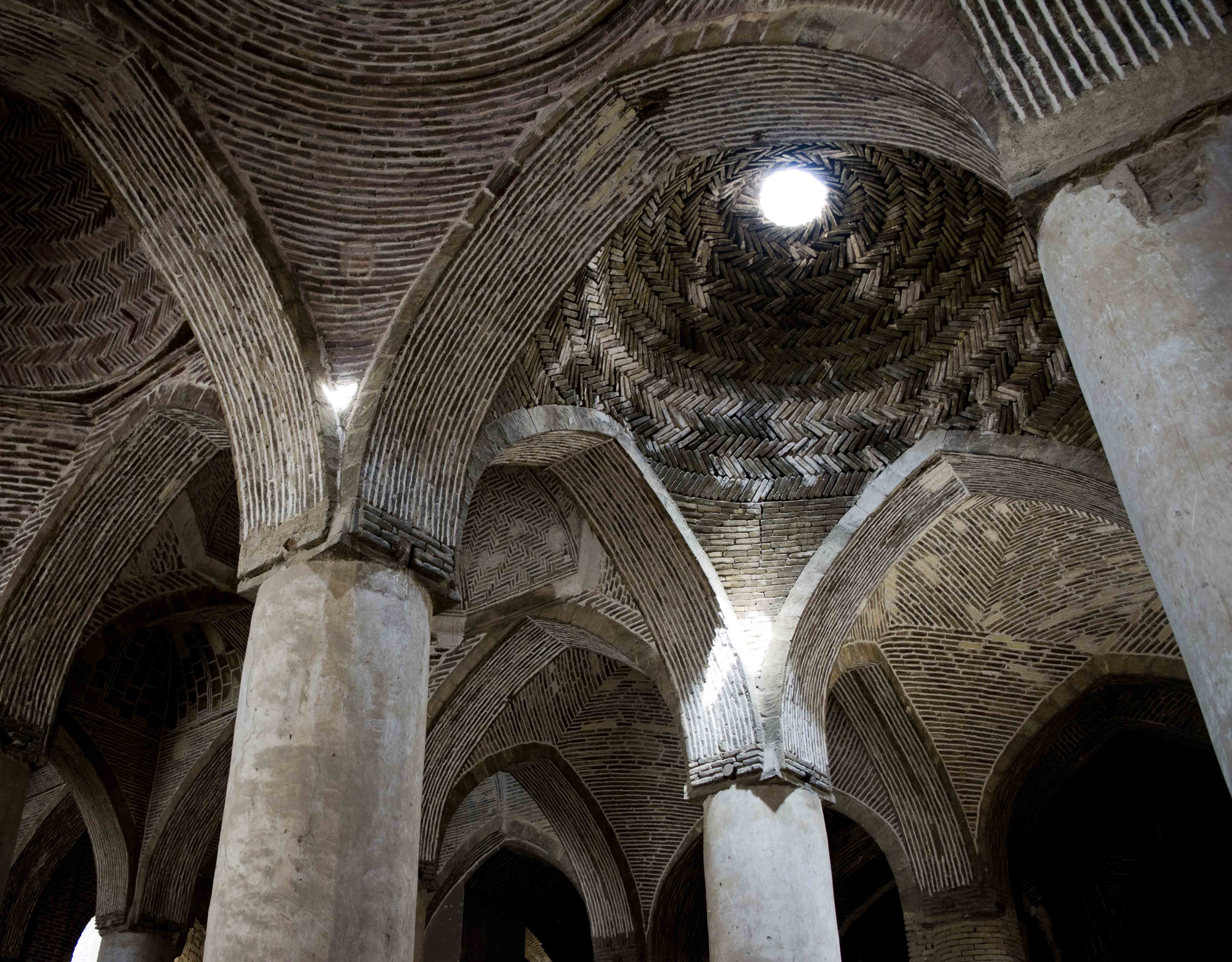
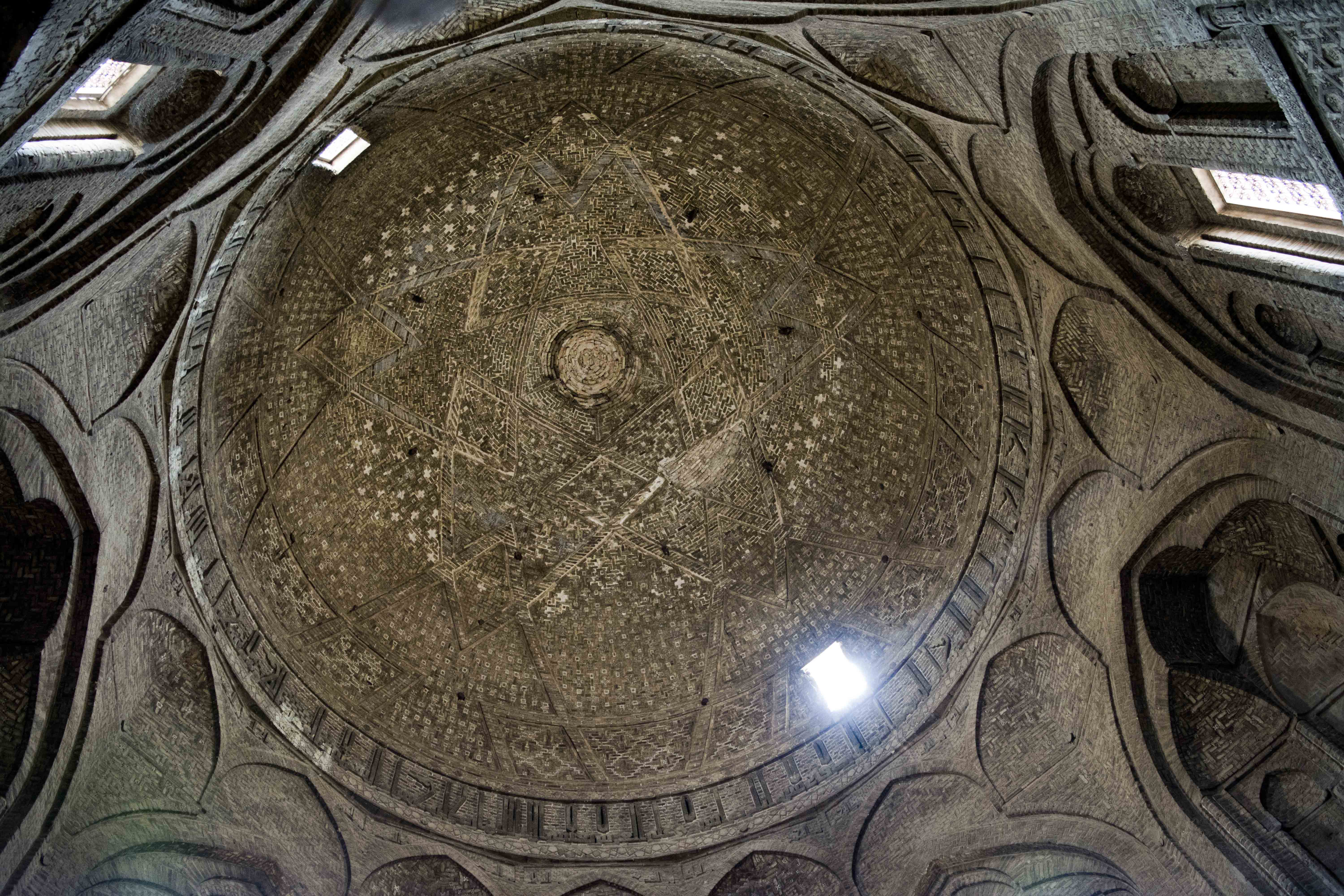